# Ісаак Ле Шапельє
Ісаак Рене Гі ле Шапельє (фр. Isaac-René-Guy Le Chapelier; 12 червня 1754, Ренн — 22 квітня 1794, Париж) — французький політичний діяч, адвокат, якобінець.

У 1789 році був обраний депутатом Генеральних штатів від сенешальства Ренн. Був радикальних поглядів, його вплив на Національних Установчих зборах був значним: він головував нічним засіданням 4–5 серпня 1789 року, під час якого у Франції був скасований феодалізм. Наприкінці вересня 1789 р. підключився до Конституційного комітету, де ним написана більша частина Конституції 1791 р.
Автор «Закону стосовно зібрань робітників і ремісників одного і того ж стану та однієї і тієї ж професії», прийнятого Установчими зборами 14 червня 1791 року. Закон під страхом покарання (позбавлення політичних прав на один рік і штрафу в 500 франків) забороняв об'єднання робітників у профспілки та інші асоціації, а також страйки. У 1794 році, в період якобінської диктатури, ле Шапельє був страчений за звинуваченням у контрреволюційній діяльності.